# 坂井宽子
坂井宽子（1978年11月3日—）是一名日本女子垒球运动员。她在2004年雅典夏季奥林匹克运动会中，参加了女子垒球比赛并为日本队获得女子团体铜牌。